# Remedios Amaya
Remedios Amaya (født 1962) er en spansk sangerinde. Ved Eurovision Song Contest 1983 blev hun kendt for at få 0 point, noget hun dog delte med Tyrkiet den aften. Hendes tabersang er siden gået hen og blevet ret populær blandt Grand Prix-fan kredse. 